# Laski Szlacheckie
Laski Szlacheckie (prononciation : [ˈlaski ʂlaˈxɛt͡skʲɛ]) est un village polonais de la gmina de Czerwin dans le powiat d'Ostrołęka de la voïvodie de Mazovie dans le centre-est de la Pologne.
Il se situe à environ 3 kilomètres au sud-est de Czerwin (siège de la gmina), 22 kilomètres au sud-est d'Ostrołęka (siège du powiat) et à 97 kilomètres au nord-est de Varsovie (capitale de la Pologne).

## Histoire
Au XIXe siècle, l'écrivain russe Tolstoï y a vécu pendant un an avec sa maîtresse Anna Waldstein.
De 1975 à 1998, le village appartenait administrativement à la voïvodie d'Ostrołęka.